# Ernst von Köller
Ernst-Matthias von Köller (né le 8 juillet 1841 à Kantreck, arrondissement de Cammin-en-Poméranie (de) et mort le 11 décembre 1928 à Stettin) est un homme politique du royaume de Prusse.

## Origine
Ernst von Köller est issu de l'ancienne famille noble poméranienne von Köller. Il était le fils du directeur général régional Matthias von Köller (1797–1883) et de Juliane Mathilde von Wedel (de) (1803–1859) de la branche de Blankensee. Son frère Georg von Köller (1823–1916) devient président de la Chambre des représentants de Prusse, son frère Hugo von Köller (1828–1910) devient, comme son père, directeur régional de Poméranie.

## Famille
En 1869, il se marie à Schwenz avec sa nièce Martha von Köller (1852–1925), fille de son frère Hugo von Köller et de son épouse Albertine von Wurmb (de). Le mariage reste sans enfant

## Biographie
En 1860, il commence des études de droit à l'Université Robert-Charles de Heidelberg et devient actif dans le Corps Saxo-Borussia Heidelberg. En 1861, il rejoint l'Université Frédéric-Guillaume de Berlin en tant que membre inactif. Après son examen d'État, il sert comme volontaire d'un an dans l'armée prussienne.
En 1864, il entre au service civil prussien comme auscultateur à Friedeberg-en-Nouvelle-Marche. Il participe à la guerre austro-prussienne et est grièvement blessé lors de la bataille de Sadowa. Il devient ensuite stagiaire au gouvernement de Stettin. Il est administrateur de l'arrondissement de Cammin-en-Poméranie (de) de 1868 à 1887. Il est ensuite chef de la police de Francfort-sur-le-Main pendant deux ans. Là, il fait preuve d'une attitude particulièrement impitoyable et despotique afin de faire valoir les intérêts prussiens dans l'ancienne cité-État libre. Il est également député au Reichstag de 1881 à 1888 en tant que membre du Parti conservateur allemand. C'est ici qu'il vote en 1884 la prolongation de la loi socialiste.
En 1889, Köller devient sous-secrétaire d'État chargé de l'Intérieur au ministère d'Alsace-Lorraine (de) à Strasbourg. Il y travaille auprès du gouverneur Clovis de Hohenlohe-Schillingsfürst et, après sa nomination comme chancelier en 1894, devient ministre prussien de l'Intérieur. Il fait également valoir son attitude conservatrice allemande dans cette position. Il est fermement opposé à la politique libérale et à la social-démocratie. Il est l'un des fervents partisans du projet de loi sur le coup d'État (de), qu'il expose clairement dans un discours au Reichstag le 9 mai 1895. La proposition, qui comporte des restrictions massives aux libertés civiles et aurait notamment conduit à des mesures encore plus dures contre les sociaux-démocrates, est finalement rejetée.
Dans l'intérêt de l'empereur Guillaume II, il commet des indiscrétions envers d'autres ministres lors du conflit sur la réforme du droit pénal militaire, raison pour laquelle il démissionne en décembre 1895 (« crise de Köller »). L'empereur, dans la faveur duquel il continue à jouir, le nomme en 1897 haut président de la province du Schleswig-Holstein. À partir de 1900, il est également commissaire à l'Association provinciale de crédit agricole. Son mandat reste dans l’histoire du pays comme l’ère Köller. Köller vise une germanisation de la province. De nombreux Danois sont expulsés ou s’enfuient de leur propre chef, et leurs lieux de réunion sont fermés. Un ordre daté du 20 décembre 1898 demande à tous les parents de retirer leurs enfants des écoles danoises, faute de quoi les citoyens danois sont expulsés de leurs communautés. L'ordonnance linguistique de 1888, qui déclare l'allemand comme seule langue d'enseignement au Schleswig-Holstein, est rigoureusement appliquée. Les pasteurs doivent eux aussi être remplacés par des hommes d'esprit allemand, mais cela ne se produit pas après le remplacement de Köller en 1901. En fin de compte, sa politique échoue, ce qui était également dû à l'intervention personnelle de l'empereur, pour qui le Danemark est un allié secret de la Russie et de la France. Au contraire, cela renforce la cohésion de la population danophone.
Secrétaire d'État au ministère de l'Alsace-Lorraine, il dirige ensuite à nouveau une région caractérisée par des conflits explosifs entre différents groupes ethniques jusqu'en 1908. Ici aussi, Köller ne cherche pas de concessions. La loi du Comité d’État sur le droit d’association et de réunion du 11 avril 1905 doit être corrigée suite à sa protestation – Köller est perturbé par un règlement qui autorise l'usage du français dans l'espace francophone.
Plus récemment, en 1908, alors qu'il vit à Cammin, il obtient un siège à la Chambre des seigneurs de Prusse.
Ernst von Köller rejoint l'Ordre de Saint-Jean en tant que chevalier honoraire en 1881, membre de l'Association poméranienne de la Congrégation, et est investi comme chevalier légal le 24 juin 1896. Présents à Sonnenburg le même jour : Oswald von Rittberg (de), Ferdinand von Zeppelin.

## Publications
- Urkundenbuch des pommerschen Geschlechts v. Köller 1280–1900. Straßburger Neueste Nachrichten A.- G., Straßburg 1896–1911.
- Stamm-Tafel des Geschlechts von Hindenburg. Aufgestellt auf Grund der Lehns-Acten und Hofgerichts-Acten im Kgl. Staats-Archiv zu Stettin. 1918.